# سباق باريس روبيه 2008
طواف باريس 2008 هو سباق دراجات هوائية أقيم بتاريخ أبريل 13، تكون السباق من مرحلة واحدة، وامتدّ لمسافة 259 كم، وبسرعة 43.32 كم/س، استغرق السباق 5 ساعات و58 دقيقة و42 ثانية.